# 史鉄生
史 鉄生（し てつせい、シーティエション、1951年1月4日 - 2010年12月31日）は中国の作家。『人生は琴の弦のように』の原作（「命は琴の弦のように」）などが代表作。

## 略歴
1951年、北京市東城区に生まれる。1967年、清華大学付属中学（初級）を卒業。1969年、陝西省延安地区の農村に下放。1972年、難病に冒され両足が麻痺してしまい、一年半の入院治療の後実家に帰り小説を書き始める。以降は車椅子生活を送る。1979年、「法学教授とその夫人」で作家デビュー。1998年、尿毒症と診断され1週間に3回の人工透析が始まる。2010年12月31日、突発性脳出血のため北京市内の病院で死去。59歳没。

## 日本語訳
- 『現代中国文学選集3 史鉄生 わが遥かなる清平湾・他』徳間書店 1987年
- 『遥かなる大地』山口守訳 宝島社 1994年
- 『記憶と印象』 栗山千香子訳 平凡社 2013年